# Diaphlebia nexans
Diaphlebia nexans är en trollsländeart som beskrevs av Philip Powell Calvert 1903. Diaphlebia nexans ingår i släktet Diaphlebia och familjen flodtrollsländor. Inga underarter finns listade i Catalogue of Life.